# Anthophora plagiata
Anthophora plagiata ist eine Biene aus der Familie der Apidae.

## Merkmale
Die Bienen haben eine Körperlänge von 13 bis 14 Millimeter. Das Weibchen hat ein glänzendes, undeutlich grob punktförmig strukturiertes Labrum. Die Wangen sind etwas länger als die Fühlerbreite und damit sehr lang. Das Weibchen tritt in zwei Farbformen auf. Bei der ersten ist der Kopf, der Thorax und das erste und meist auch das zweite Tergit schwarz behaart, die Behaarung auf dem dritten bis sechsten Tergit ist rot. Die Schienenbürste (Scopa) ist schwarz. Bei der zweiten Farbvariante ist das Gesicht und die Körperunterseite weißlich behaart, die Oberseite des Thorax und der ersten vier Tergite ist rotbraun bis graubräunlich, das fünfte Tergit ist schwarz. Die Scopa ist weißlich. Die Männchen sehen der zweiten Farbvariante der Weibchen ähnlich, aber die Tergite drei bis sieben sind schwarz behaart. Das Gesicht hat eine weißliche Zeichnung. Das siebte Tergit ist am Ende mit zwei weit auseinanderstehenden Zähnchen versehen. Das Fersenglied (Metatarsus) an den Hinterbeinen ist an der Vorderkante gegen das Ende hin verschmälert.

## Vorkommen und Lebensweise
Die Art ist in Süd- und Mitteleuropa verbreitet. Sie fliegt von Anfang Mai bis Anfang August. Die Weibchen legen ihre Nester im flachen Erdboden, an Steilwänden aus Löss, Abbruchkanten von Moränen oder im brüchigen Mörtel von Mauern an. Mit dem ausgegrabenen Erdaushub wird am Nesteingang ein Röhrchen gebaut. Dessen Material wird später zum Verschließen des Nestes abgebaut. Pollen wird von verschiedenen Pflanzenfamilien gesammelt. Kuckucksbienen der Art sind Coelioxys conica, Coelioxys rufescens, Melecta albifrons, Melecta luctuosa und Thyreus orbatus.

## Belege
- Felix Amiet, M. Herrmann, A. Müller, R. Neumeyer: Fauna Helvetica 20: Apidae 5. Centre Suisse de Cartographie de la Faune, 2007, ISBN 978-2-88414-032-4.